# National Recreation Area
National Recreation Area (pol. Krajowy Teren Rekreacyjny w skr. NRA) to obszar chronionego krajobrazu w Stanach Zjednoczonych, często otaczający spory zbiornik wodny i przeznaczony na sporty wodne i rekreację dla znacznej liczby ludzi. Pierwszą taką National Recreation Area była Boulder Dam Recreation Area (później przemianowana na Lake Mead National Recreation Area).  
Najwcześniejsze National Recreation Areas powstawały na zasadzie porozumień pomiędzy U.S. Bureau of Reclamation i National Park Service. W roku 1963 prezydencki komitet doradczy ds. rekreacji, ustalił kryteria, na jakich podstawie mogą powstawać National Recreation Areas. Ustalono równocześnie, że w przyszłości każda nowa National Recreation Area musi być zatwierdzana ustawą Kongresu USA. W 1964 roku, Kongres zatwierdził powstanie Lake Mead National Recreation Area, jako pierwszy taki teren powołany do życia aktem prawnym. W roku 1965 Spruce Knob-Seneca Rocks National Recreation Area stał się pierwszym NRA w gestii administracji Lasów Państwowych (United States Forest Service) a w roku 1972 Kongres zatwierdził utworzenie Gateway National Recreation Area pod zarządem National Park Service czyniąc zeń pierwszy w Ameryce "miejski park narodowy". Inny NRA, Cuyahoga Valley National Recreation Area został przekształcony w Park Narodowy Cuyahoga Valley w październiku 2000 roku.
Tereny tak oznakowane są zarządzane przez różne agencje rządowe, podlegające Departamentowi Spraw Wewnętrznych lub Departamentowi Rolnictwa. 